# Alain Bomo Bomo
Alain Bomo Bomo, né le 25 mars 1982 à Abong-Mbang dans la région de l'Est du Cameroun, est un acteur et producteur camerounais.

## Biographie

### Enfance et débuts
Alain Bomo Bomo naît le 25 mars 1982 dans la région de l'Est. Son père, gendarme et commandant de brigade retraité est originaire d'Abong-Mbang et sa mère est originaire de Bali Nyonga. Il fait ses études secondaires dans la région du Nord du Cameroun, puis à Ngaoundal dans la région de l'Adamaoua et ses études supérieures à Yaoundé. Il est titulaire d'une licence en sociologie. Il s'intéresse très jeune à la danse et fait ses débuts sur la scène en tant que danseur. Il a pour idole Michael Jackson qu'il imite dans ses performances.

### Carrière
Alain Bomo Bomo fait ses débuts au cinéma en 2003 dans le long métrage Confidence de Cyrille Masso. Il joue par la suite dans une publicité avec Nescafé et est repéré par le producteur George Biyon. En 2007, il joue dans le film Sentence criminelle de Prince Dubois Onana. Il participe aussi à plusieurs courts métrages.  
En 2005, il crée l'association Cameroon Actors Agency Avec d'autres acteurs et comédiens camerounais dans le but de promouvoir, de professionnaliser le métier d'acteur et de défendre les intérêts des acteurs camerounais.
Le 14 février 2020, il célèbre l'amour avec le grand public de Douala au cinéma Eden autour du film Irrational Love, une comédie romantique  camerounaise de la productrice Sandrine Ziba dans laquelle il tient un des rôles principaux aux côtés de Syndy Emade, Marcelle Kuetche, Hervé Nguetch et bien d’autres vedettes camerounaises du cinéma. 

#### Vie privée
Alain Bomo est marié à l'actrice Michelle Ntédé, la fille du roi de la chefferie d'Ekoth (Monatelé) depuis le 1er août 2020, avec qui il a collaboré en 2016 dans le film Braquage à la camerounaise.

## Filmographie

### Longs Métrages
|        | Longs métrages                                | Longs métrages                                           |
| Années | Titre                                         | Réalisateur/trice                                        |
| ------ | --------------------------------------------- | -------------------------------------------------------- |
| 2003   | confidence                                    | Cyrille masso                                            |
| 2007   | Sentence criminelle                           | Prince Dubois Onana                                      |
| 2010   | Haute tension                                 | Honoré Tadaa, Séraphin Kakouang et François Sylvin Alima |
| 2011   | Au cœur de l'amour                            | Chantal Youdom                                           |
| 2012   | Douglass & Co (la voiture noire)              | Pascaline Ntema                                          |
| 2013   | Touni-Bush                                    | Pascaline Ntema                                          |
| 2013   | Harraga - brûleurs de frontières              | Serge Alain Noa                                          |
| 2013   | W.A.KA. Pour son fils est prête à tout (Waka) | Françoise Ellong-Gomez                                   |
| 2013   | 139... Les derniers prédateurs                | Richard Djif                                             |
| 2014   | Notre mouton bien aimé                        | Prince Dubois Onana, Francine Kemegni                    |
| 2014   | Le colis 2                                    | Brice Kamga                                              |
| 2014   | Larmes du crime                               | Tene. K.                                                 |
| 2015   | Sweet danse                                   | Chantal Youdom                                           |
| 2015   | Auto-reverse                                  | Fotso                                                    |
| 2016   | Peau de panthère                              | Brice Kamga                                              |
| 2018   | Sangouna                                      | Saimon Williams Kum                                      |
| 2019   | Second life                                   | Michel Pouamo                                            |

### Courts Métrages
- 2004 : Gigolo et trop d'Agnès Yougang
- 2005 : Menteur professionnel  de Charlotte Ngo Manyon
- 2006 : Electrochoc de JOB
- 2008: Au bout de la nuit
- 2009 : Au nom de l’Amour

### Télévision (séries)
● 2008: Rentrée 100 façons de Rosalie Mbellé ; 
● 2010: Haute tension De Seraphin Kakouang, H.Tada’a, F. 
● 2010: Au cœur de l’amour de Chantal Youdom ; 
● 2011: Balles perdues de Léopold Eloundou ; 
● 2013: Harraga : bruleurs de frontières de Serge Alain Noah ; 
● 2013: Lex Nostra de Gérard D. Nguele ; 
● 2014: Notre mouton bien aimé de Francine Kemegni ; 
● 2019: Echet et Matt de William Saimon Nkum ; 

## Prix et nominations
En 2017, il a été nommé grand jury pour le second tour de la compétition des 15 pays représentés aux Trophées francophones du cinéma du 04 au 16 décembre  au Cameroun.
Le 29 novembre 2018 au LFC Award, il reçoit le prix de meilleur acteur 2018 avec le film Peau de panthère de Brice Kamga.